# Nação refugiada

Possível bandeira da nova nação proposta, desenhada por Yara Said

Nação Refugiada ou Nação dos Refugiados é uma proposta de 2015 para criar uma nova nação para reassentrar voluntariamente a população refugiada do mundo para resolver uma crise dos refugiados. Segundo estimativas das Nações Unidas, havia cerca de 82 milhões de refugiados e deslocados internamente no mundo na época da proposta. 